# 米倉夏弥
米倉 夏弥（よねくら かや、1983年10月30日 - ）は、日本のAV女優。

## 経歴
2004年11月、『新人 米倉夏弥 新人ギリギリモザイク』（S1 NO.1 STYLE）でAVデビュー。
2007年2月13日23時45分、自身のブログにコメントの形で、引退を報告している。

## 出演作品

### アダルトビデオ

#### 米倉夏弥 名義
2004年
- 新人 米倉夏弥 新人ギリギリモザイク（11月11日、S1 NO.1 STYLE）
- コスプレ 米倉夏弥 6つのコスチュームでパコパコ!（12月11日、S1 NO.1 STYLE）

2005年
- はげまし 綺麗なお姉さんのはげましとセックス（1月11日、S1 NO.1 STYLE）
- ギリモザ 妄想的特殊浴場 本指名（2月11日、S1 NO.1 STYLE）
- ギリギリモザイク 痴女キャンパスライフ（3月11日、S1 NO.1 STYLE）
- ギリギリモザイク W痴女（4月11日、S1 NO.1 STYLE） - 共演：原千尋
- ギリギリモザイク あなたを癒す大人の絵本（5月19日、S1 NO.1 STYLE）
- ギリギリモザイク 初レズ～ねっとり濃厚キス～（6月19日、S1 NO.1 STYLE） - 共演:かわい果南
- ギリギリモザイク 僕らを惑わす淫乱女教師（7月7日、S1 NO.1 STYLE）
- 超アップの世界DX（8月1日、MOODYZ / Legend）
- ギリギリモザイク 夏弥はアナタのいいなり玩具（8月19日、S1 NO.1 STYLE）
- オマンコシャワー（9月1日、MOODYZ / DIVA）
- ギリギリモザイク 美しい女のザーメンとセックス（9月19日、S1 NO.1 STYLE）
- やさしいお姉さんの舐めまくりセックス（10月1日、MOODYZ / DIVA）
- ギリギリモザイク 夏弥のネットリ濃厚セックス（10月19日、S1 NO.1 STYLE）
- この女 特エロ妄想狂（10月25日、オペラ）
- 若槻○夏がセックスしちゃった!?（11月1日、MOODYZ / DIVA）
- ギリギリモザイク 美脚美女のイキまくりセックス（11月19日、S1 NO.1 STYLE）
- 痴女パーティーDX（12月1日、MOODYZ / REAL）共演:小森美樹、藤崎楓

2006年
- 最高のオナニーのために（1月1日、MOODYZ）
- 夏弥先生のハレンチ妄想ハイスクール（1月13日、MOODYZ）
- ギリギリモザイク 病院でい～っぱいエッチしよ（1月19日、S1 NO.1 STYLE）
- 四畳半ファック（2月1日、MOODYZ）
- ギリギリモザイク エロい女の淫語あそび（2月7日、S1 NO.1 STYLE）
- マンコマニアックス（2月13日、MOODYZ / ACID）
- ハイパーデジタルモザイク Vol.022（3月13日、MOODYZ）
- 夏弥のセックスじっくり見せてあげる（3月19日、S1 NO.1 STYLE）
- ギリギリモザイク 若槻コス（4月7日、S1 NO.1 STYLE）
- 痴婦人（4月13日、MOODYZ）
- 美しい痴女の接吻とセックス 17（4月15日、ドグマ）
- 極本番（5月1日、GLAY'Z）
- 夏弥とのパコパコ新婚生活（5月19日、S1 NO.1 STYLE）
- セレブたちの大乱交パーティー（6月1日、MOODYZ）共演:真瀬ゆいの、山城美姫、藤崎怜里、夏海まりん、中山有紀
- 潮吹き講座（6月9日、GLAY'Z）共演：結衣
- ギリギリモザイク バコバコ大乱交 1（6月19日、S1 NO.1 STYLE）共演:加瀬あゆむ、しいないおり
- 雌女anthology #033 「女の口は嘘をつく。」（7月9日、アウダースジャパン）
- 夢の二股生活 痴女お姉さんと小悪魔的な妹（7月13日、MOODYZ）他出演:宮崎あいか
- 接吻しまくり淫口よだれ女（7月15日、ワープエンタテインメント）
- Monthly2時間 撮れたて素材まんま出し（7月15日、ワープエンタテインメント）他出演:Marin.、寧々、伊川なち、志保、桐島りおん、nao.、杉山圭
- ふたなリズム 3（7月19日、ドグマ）他出演:天衣みつ、ミュウ、森野雫（川上ゆう）、泉まりん、麻倉みお、桜沢まひる、大粒ルイ
- 高級ソープ嬢育成講座（7月20日、GLAY'Z）
- Maison de フードル（7月21日、笠倉出版社）
- エロスの地獄（8月1日、MOODYZ）共演:峰なゆか、鈴木杏里、美神ルナ、乃亜、松野ゆい、日向ゆず葉、山城美姫、早乙女みなき、姫宮ラム、笠木あやか、舞乃るあ、中山りお
- Monthly2時間 撮れたて素材まんま出し 2（8月15日、ワープエンタテインメント）他出演:桐島りおん、美波さら、笠木あやか、Marin.、伊川なち、志保、星川ヒカル
- コスプレ痴漢バス（8月25日、笠倉出版社）
- キモメンにイカされる米倉夏弥（9月7日、アキノリ）
- 街でウワサの風俗ビル in GINZA（9月15日、ワープエンタテインメント）
- Monthly2時間 撮れたて素材まんま出し 3（9月15日、ワープエンタテインメント）他出演:志保、寧々、Marin.、伊川なち、持田茜、星ありす、中谷エリカ
- ギリギリモザイク 無限バコバコ 11（9月19日、S1 NO.1 STYLE）
- 女教師 中出し20連発 米倉夏弥 高飛車スレンダー教師（10月5日、アイエナジー）
- Porno Show（10月15日、ワープエンタテインメント）
- ギリギリモザイク 大洪水!イキまくり潮吹き大乱交（10月19日、S1 NO.1 STYLE）共演:当真ゆき、花野真衣
- もしも米倉夏弥が○○だったら…（11月4日、V&Rプロダクツ）
- ギャル 中出し20連発（11月4日、アイエナジー）
- ゴーマン女教師痙攣アクメ教室（11月15日、ワープエンタテインメント）
- Monthly2時間 撮れたて素材まんま出し 5（11月15日、ワープエンタテインメント） - 他出演:志保、美波さら、マリン、風間ゆみ、桐島りおん、伊川なち
- 聖職狩り 犯された女教師（12月7日、アタッカーズ）
- 黒人 中出し20連発（12月7日、アイエナジー）

2007年
- 初公開映像。（1月19日、ドグマ）他出演:紋舞らん、星ありす
- エロスの地獄 ～完結編・秘密の裁き～（2月1日、MOODYZ）共演:松野ゆい、日向ゆず葉、山城美姫、早乙女みなき、姫宮ラム、笠木あやか、舞乃るあ、中山りお、峰なゆか、鈴木杏里、美神ルナ、乃亜
- Les-noir4 肉奴隷調教飼育（2月7日、アタッカーズ）共演:長谷川あゆみ、西村あみ、桜田さくら、月野くるみ
- パピヨン 私は、けっして負けない…（5月7日、アタッカーズ）
- 窮屈な快楽（10月7日、アタッカーズ）
- 秘められた思い 女社長の憂鬱（11月7日、アタッカーズ）

2010年
- オペラ5周年記念DVD24時間6枚組 （12月25日、オペラ）他多数出演